# John Cobb

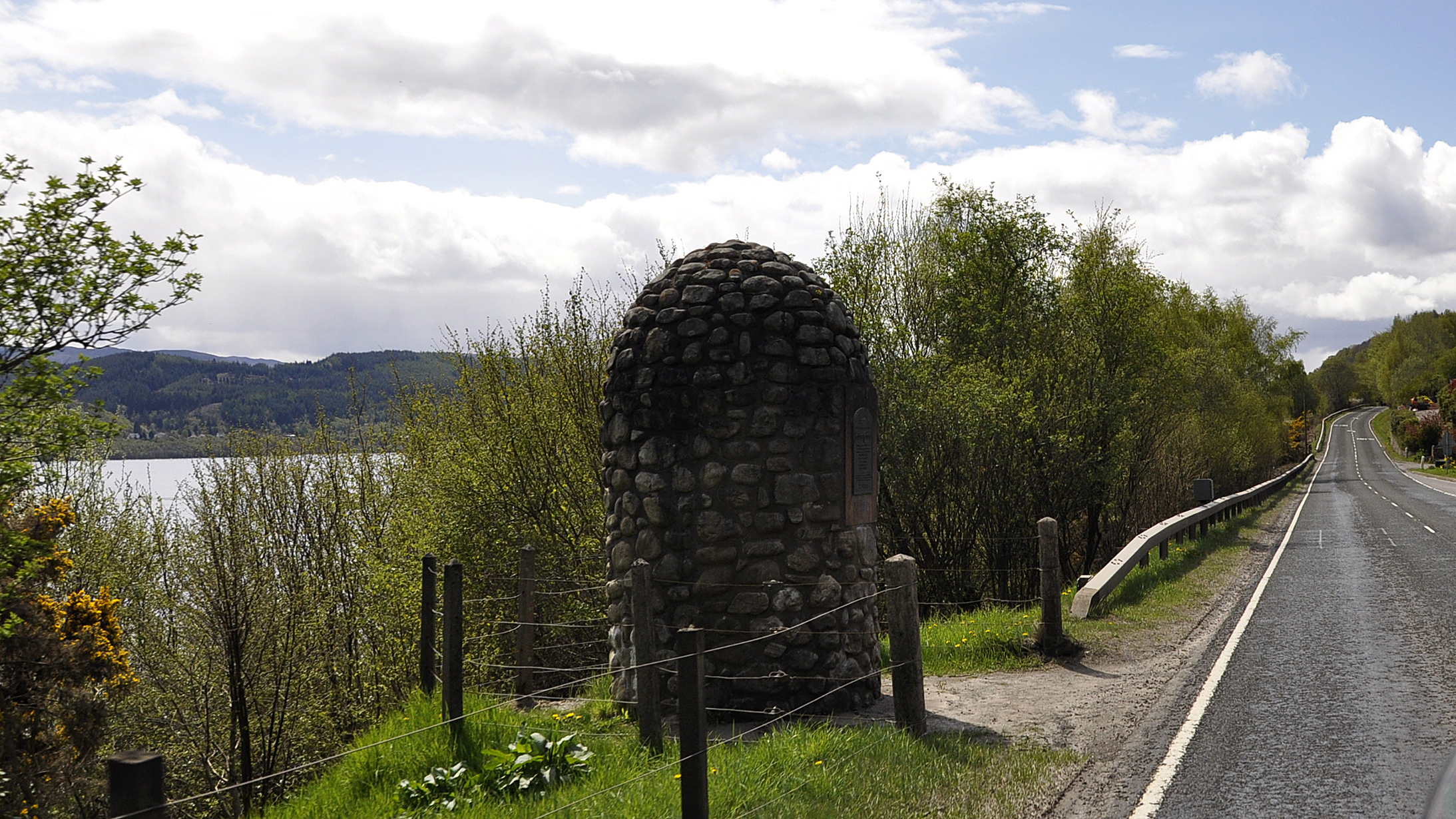
Het gedenkteken voor John Cobb aan de oever van Loch Ness

John Rhodes Cobb (Esher, 2 december 1899 – Loch Ness, 29 september 1952) was een Britse piloot van raceauto's en motorboten. Hij maakte fortuin als directeur van een bonthandel en kon zich zo bezighouden met snelheidsraces. 
Zijn geboorteplaats lag vlak bij het circuit van Brooklands. Hij vestigde het snelheidsrecord van dit circuit op 7 oktober 1935 toen hij, aan boord van een Napier Railton een gemiddelde snelheid behaalde van 230,84 km/u. Hij vestigde een wereldsnelheidsrecord op land op de Bonneville-zoutvlakte op 23 augustus 1939 (592,09 km/u) en in 1947 (634,39 km/u).
Tijdens de Tweede Wereldoorlog was hij piloot bij de Royal Air Force. Hij had de rang van groepkapitein.

## Zijn dood
Cobb stierf in 1952, toen hij op Loch Ness een nieuw wereldsnelheidsrecord op water probeerde te vestigen. Hoogstwaarschijnlijk waren de golven veroorzaakt door de boot die de tijd registreerde, verantwoordelijk voor het omslaan van de boot. Op de oever werd door de bevolking van Glenurquhart een gedenkteken voor hem opgericht.